# اچنا
اچنا (به لاتین: Achna) در قبرس است که در ناحیه فاماگوستا واقع شده‌است.

## نگارخانه

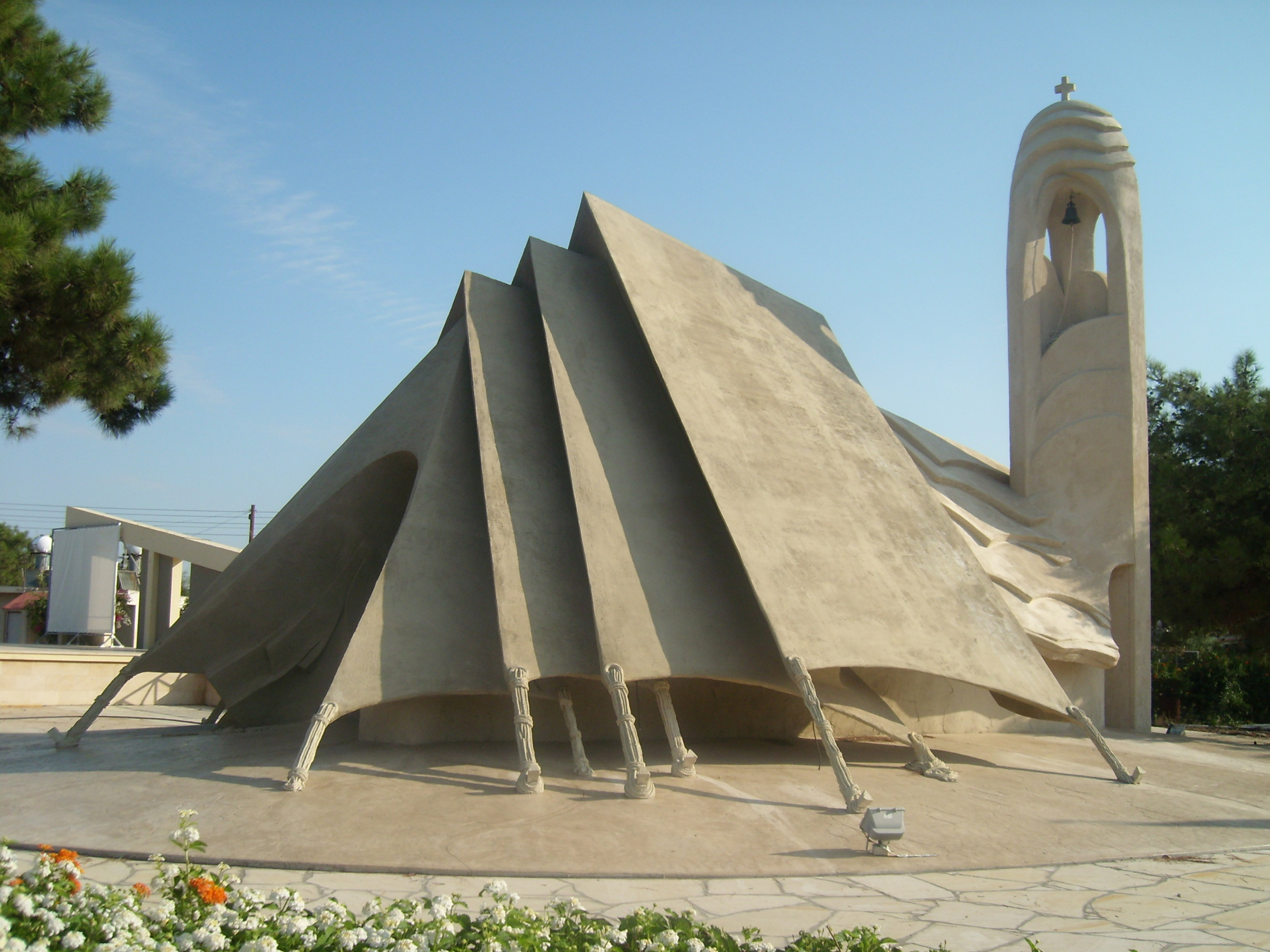

## خصوصیات
اچنا ۱٬۹۵۲ نفر جمعیت دارد.